# Koupelia foliata
Genre
Espèce
Koupelia foliata, unique représentant du genre Koupelia, est une espèce de collemboles de la famille des Bourletiellidae.

## Distribution
Cette espèce est endémique du Ghana.

## Publication originale
- Bretfeld, 2001 : Symphypleona from northwest and West Africa, collected in the years 1979-1986 by Johan Mertens, Gent (Insecta, Collembola). Senckenbergiana Biologica, vol. 81, no 1/2, p. 87-131.